# Convite para Ouvir Maysa nº 4
Convite Para Ouvir Maysa Nº 4 é o quinto álbum de estúdio gravado pela cantora brasileira Maysa, lançado em 1959. A capa do álbum exibia uma foto antiga de Maysa, quando ainda era casada, com os cabelos loiros, lábios vermelhos e tristes, dedilhando as cordas de um violão. Como nos dois álbuns anteriores, foi Enrico Simonneti o responsável pelos arranjos do disco.
Ao contrario do disco anterior, o Convite Para Ouvir Maysa nº 4 recebeu muitos elogios da crítica. Entre o clima melancólico dos sambas-canções havia duas faixas inusitadas e mais agitadas: “Negro Malandro do Morro” (composição dela) e “Outra Vez”. As canções "Exaltação ao Amor" e "Noite de Paz" foram lançadas também em um disco 78 rpm. A italiana “Malatia” também foi lançada, no mesmo ano, em um compacto duplo, junto com a norte-americana “Get Out Of Town", a francesa "Chanson D'amour" e a canção do folclore turco "Uska Dara".

## Faixas
| N.º | Título                                    | Música                             | Duração |  |
| 1.  | "Você"                                    | Maysa / Enrico Simonetti           | 3:25    |  |
| 2.  | "Pelos Caminhos da Vida"                  | Tom Jobim / Vinicius de Moraes     | 3:20    |  |
| 3.  | "Noite de Paz (Dá-me Senhor)"             | Dolores Duran                      | 3:03    |  |
| 4.  | "Exaltação ao Amor (Por Toda Minha Vida)" | Tom Jobim / Vinicius de Moraes     | 3:01    |  |
| 5.  | "Tema da Meia-Noite"                      | Nazareno de Brito                  | 2:47    |  |
| 6.  | "Negro Malandro de Morro"                 | Maysa                              | 2:49    |  |
| 7.  | "Amargura"                                | Alberto Ribeiro / Radamés Gnattali | 2:45    |  |
| 8.  | "Deserto de Nós Dois"                     | Maysa / Enrico Simonetti           | 3:52    |  |
| 9.  | "Toda Tua"                                | Maysa                              | 3:27    |  |
| 10. | "Outra Vez"                               | Tom Jobim                          | 1:56    |  |
| 11. | "Malatia"                                 | Armando Romeo                      | 3:33    |  |
| 12. | "Dois Amigos"                             | Ary Barroso                        | 3:06    |  |